# Arnold Senfft von Pilsach
Arnold Freiherr Senfft von Pilsach (* 2. März 1859 in Gramenz, Kreis Neustettin; †  17. Februar 1919 in Danzig) war ein deutscher Politiker, Landeshauptmann von Westpreußen und preußischer Landrat.

## Leben
Er stammte aus dem Uradelsgeschlecht Senfft von Pilsach. Sein Großvater war der Oberpräsident der preußischen Provinz Pommern Ernst Senfft von Pilsach (* 24. Mai 1795 † 13. November 1882).  Seine Eltern waren Ernst Senfft von Pilsach (* 30. Juli 1831; † 5. Januar 1887) und dessen Ehefrau Luise von Massow (* 6. Juni 1836).
Arnold Freiherr Senfft von Pilsach reiste im Februar 1891 nach Apia, der Hauptstadt von Samoa, um dort das auf der Berliner Samoa-Konferenz neu geschaffene Amt des Präsidenten des Munizipalrates von Apia zu übernehmen. Sein Nachfolger wurde Anfang September 1893 Ernst Schmidt-Dargitz. Senfft von Pilsach kehrte in den preußischen Verwaltungsdienst zurück. 1894 wurde er Landrat des Landkreises Cammin in Pommern, 1896 Regierungsrat im Landkreis Liegnitz. Im Januar 1901 übernahm er das Amt des Landrates des Landkreises Marienburg in Westpreußen.
1910 wurde Arnold Freiherr Senfft von Pilsach in Danzig zum Landeshauptmann der Provinz Westpreußen gewählt. Am 17. Februar 1919 starb er im Städtischen Krankenhaus in Danzig an perniziöser Anämie.